# Neurotmeta oreas
Neurotmeta oreas är en insektsart som beskrevs av Ronald Gordon Fennah 1945. Neurotmeta oreas ingår i släktet Neurotmeta och familjen Tropiduchidae. Inga underarter finns listade i Catalogue of Life.